# Guareña (Meteorit)
Koordinaten: 38° 44′ 0″ N, 6° 1′ 0″ W
Der Guareña-Meteorit ist ein chondritischer Meteorit, der 1892 in Guareña, Spanien, auf die Erde fiel. Das Gesamtgewicht des Meteoriten beträgt 39 kg.

## Geschichte
Der Fall des Meteoriten fand am 20. Juli 1892 um etwa 10:30 Uhr in der Nähe der spanischen Stadt Guareña (Badajoz) statt. Vorangegangen war ein intensiver Lärm – der einige Minuten dauerte – gefolgt von drei Detonationen, die erste sehr laut und die beiden anderen schwächer. Francisco Gutiérrez, ein Kellner, der für ein Weingut in der Stadt zuständig war, hörte die Detonationen und sah auch eine Rauchwolke, die darauf hindeutet, dass etwa 100 m vom Gebäude entfernt etwas heruntergefallen war. Als er sich näherte, sah er ein Loch im Boden von etwa einem Meter Durchmesser und etwa 75 cm Tiefe, in dem der Meteorit herausragte.
Das geborgene Gestein, das etwa 32 kg wog, wurde zum Haus des Dorfpfarrers transportiert. Dort wurde es von Juan M. Borrallo, einem diplomierten Mediziner, gesehen, der zusammen mit anderen Nachbarn bemerkte, dass etwa 8 km von dort entfernt ein weiterer Meteorit gefallen sei. Am nächsten Tag fanden sie im Morgengrauen das zweite Fragment, das 7,2 kg wog.

## Zusammensetzung und Klassifizierung
Der Meteorit besteht hauptsächlich aus Silikaten – Olivin, Orthopyroxen und Plagioklas – mit Troilit und metallischem Eisen-Nickel als Begleitmineralien. Es gibt auch eine Reihe zusätzlicher kleinerer Phasen wie z. B. kalziumarmes Pigeonit und kalziumreiches Klinopyroxen.
Olivin (Fa19,4), Orthopiroxen (Fs17,4) und der Gesamteisengehalt (27,7 Gew.-%) sind charakteristisch für die Chondrite H6, die Gruppe, in der dieser Meteorit katalogisiert ist.
Der größte Teil des Meteoriten wird im Nationalen Museum für Naturwissenschaften in Madrid aufbewahrt.